# خنزير النهر
خنزير النهر أو حَلُّوف مدَغَسكر جنس في فصيلة الخنزيريات ، وله نوعان ينحصر تواجدهما بمنطقة إفريقيا جنوب الصحراء، ولكن نوع خنزير الآجام يوجد بمدغشقر والجزر القريبة وقد يرجع ذلك لإدخال البشر لذلك النوع في المناطق السابق ذكرها.

## النوعان
- خنزير الآجام.
- خنزير النهر الأحمر (P. porcus).